# Famille Antelmi
 (juillet 2024).
Si vous disposez d'ouvrages ou d'articles de référence ou si vous connaissez des sites web de qualité traitant du thème abordé ici, merci de compléter l'article en donnant les références utiles à sa vérifiabilité et en les liant à la section « Notes et références ».
La famille Antelmi est une famille patricienne originaire de Toscane ou de Lodi, selon les sources.
(La famille Antelmi ne doit pas être confondue avec la famille Antelmy parfois écrite Antelmi)[réf. nécessaire], famille provençale originaire de Trigance et ayant donné plusieurs chanoines dans l'église de Fréjus. Le plus célèbre a été l'abbé Joseph Antelmy (1647-1697) aussi écrit Joseph Antelmi, historiographe du diocèse de Fréjus.

## Historique
Elle passa par Crémone, où le comte Antelmi fut élu podestat pour aller s'établir à Venise. Un Bonifacio y fut élu grand chancelier en 1605. Le 27 septembre 1646, elle entra dans la noblesse dominante, par la voie de la contribution ordinaire pour les besoins de l'État.

## Armes

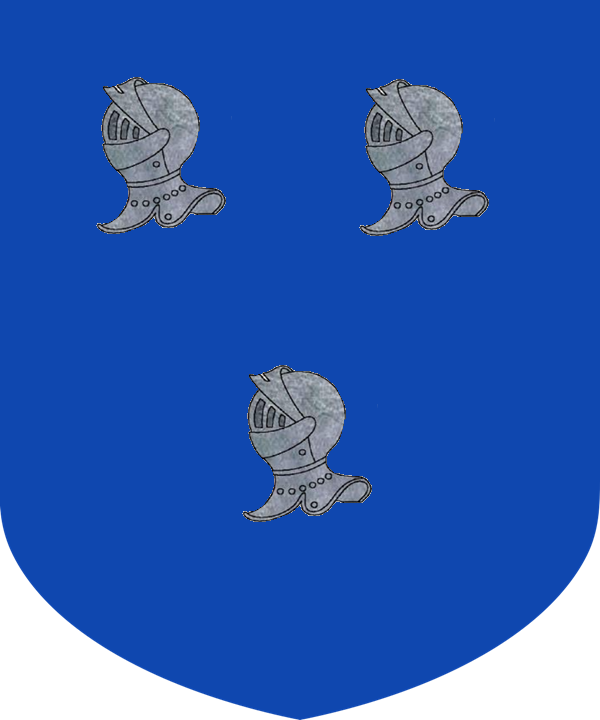
Armes des Antelmi (de Venise)

Les armes des Antelmi sont d'azur à trois casques d'argent tarés de profil.